# Piteå Summer Games
Piteå Summer Games är en årlig fotbollsturnering för ungdomar. Efter Gothia Cup är turneringen den Sveriges näst största i ungdomsfotboll sett till antalet deltagande lag. Turneringen startade 1990 och idag deltar cirka 800 lag från hela världen i åldersklasserna 8–17 år. Matcherna spelas på gräs eller konstgräs i och omkring Piteå. Turneringen pågår i tre dagar under helgen efter midsommar, vilket gör att matcher kan spelas även in på natten.

## Planer
Matcherna spelas på 64 fotbollsplaner runt om i kommunen. Tävlingsorter är bland andra Piteå, Munksund, Svensbyn, Storfors, Infjärden, Öjebyn och Norrfjärden.
Matcherna spelas på 5-, 7- eller 11-mannaplaner, beroende på åldersgrupp.
Nästan 2000 matcher spelas under de tre dagarna.

## Priser
Förutom de tre bästa i varje åldersgrupp från 13 år och uppåt, får också samtliga spelare mellan 8 och 12 år medaljer. Det tas även i beaktande hur medföljande föräldrar och övriga supportrar agerar vid match. Piteå Summer Games använder sedan 2014 det Gröna kortet som kan ges till spelare, ledare, lag och supportrar som utmärker sig på ett positivt sätt. 

## 2022

### Åldersgrupper[2]
Pojkar
- Klass B16 pojkar födda 1/1 2004 11 mot 11
- Klass B15 pojkar födda 1/1 2005 11 mot 11
- Klass B14 pojkar födda 1/1 2006 11 mot 11
- Klass B14 C pojkar födda 1/1 2006 9 mot 9
- Klass B13 pojkar födda 1/1 2007 9 mot 9
- Klass B12 pojkar födda 1/1 2008 9 mot 9
- Klass B11 pojkar födda 1/1 2009 7 mot 7 (inget slutspel)
- Klass B10 pojkar födda 1/1 2010 7 mot 7 (inget slutspel)
- Klass B9 pojkar födda 1/1 2011 5 mot 5 (inget slutspel)
- Klass B8 pojkar födda 1/1 2012 5 mot 5 (inget slutspel)

Flickor
- Klass G17/18 flickor födda 1/1 2002 11 mot 11
- Klass G16 flickor födda 1/1 2004 11 mot 11
- Klass G15 flickor födda 1/1 2005 11 mot 11
- Klass G14 flickor födda 1/1 2006 11 mot 11
- Klass G14 C flickor födda 1/1 2006 9 mot 9
- Klass G13 flickor födda 1/1 2007 9 mot 9
- Klass G12 flickor födda 1/1 2008 7 mot 7 (inget slutspel)
- Klass G11 flickor födda 1/1 2009 7 mot 7 (inget slutspel)
- Klass G10 flickor födda 1/1 2010 7 mot 7 (inget slutspel)
- Klass G9 flickor födda 1/1 2011 5 mot 5 (inget slutspel)
- Klass G8 flickor födda 1/1 2012 5 mot 5 (inget slutspel)

11 mot 11 spelas i åldrarna 14 till 16, 9 mot 9 spelas i åldrarna 13 och 14, 7 mot 7 spelas i åldrarna 10 till 12 (inget slutspel), samt 5 mot 5 i åldrarna 8 till 9 (inget slutspel).